# Мішані мезофільні ліси Аппалачів
Мішані мезофільні ліси Аппалачів (ідентифікатор WWF: NA0402) — неарктичний екорегіон помірних широколистяних та мішаних лісів, розташований в Аппалачах на сході США.

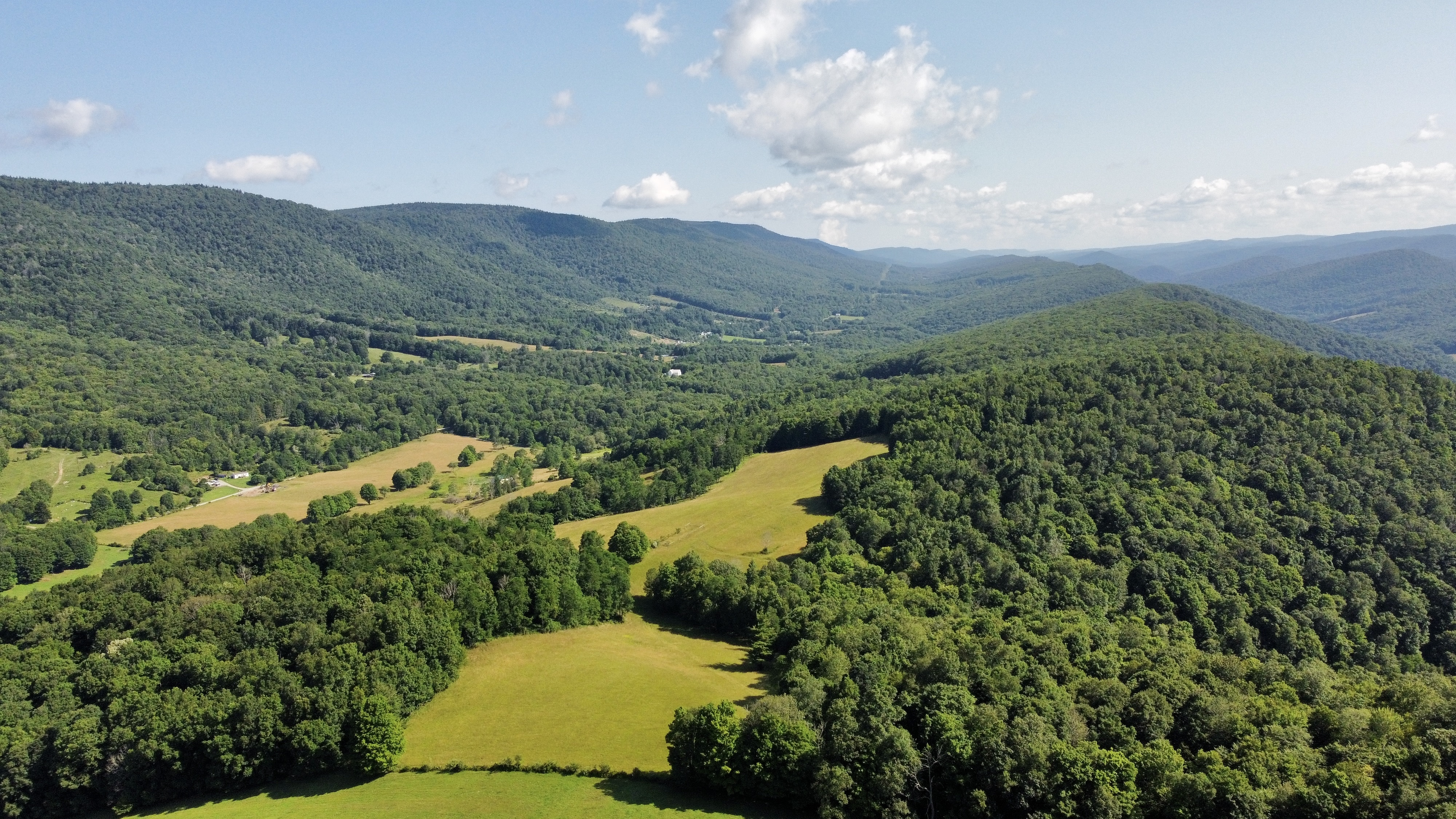
Аллеганські гори в Західній Вірджинії

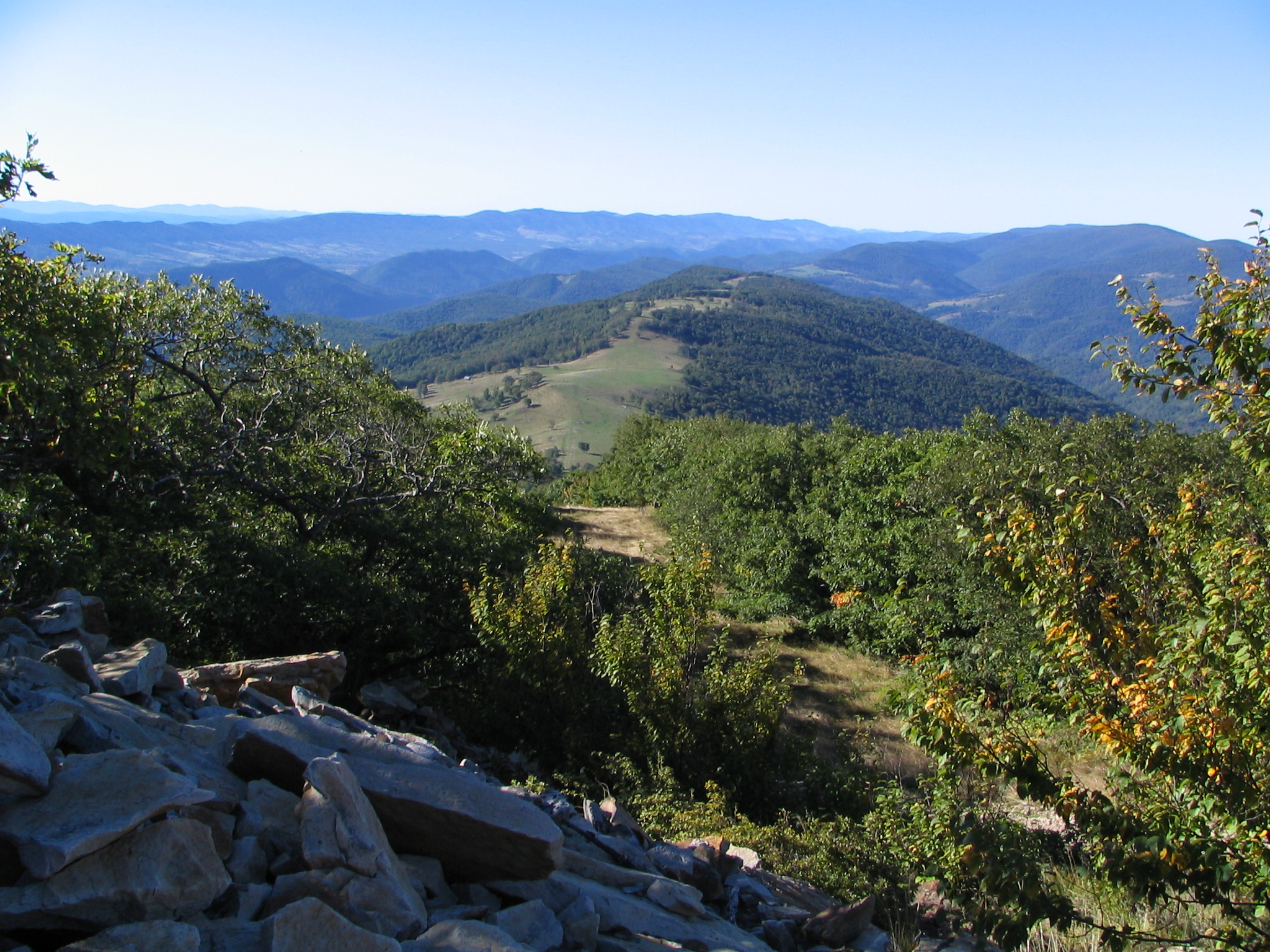
Ландшафт Національного лісу Національний ліс Мононгахела (Західна Вірджинія)

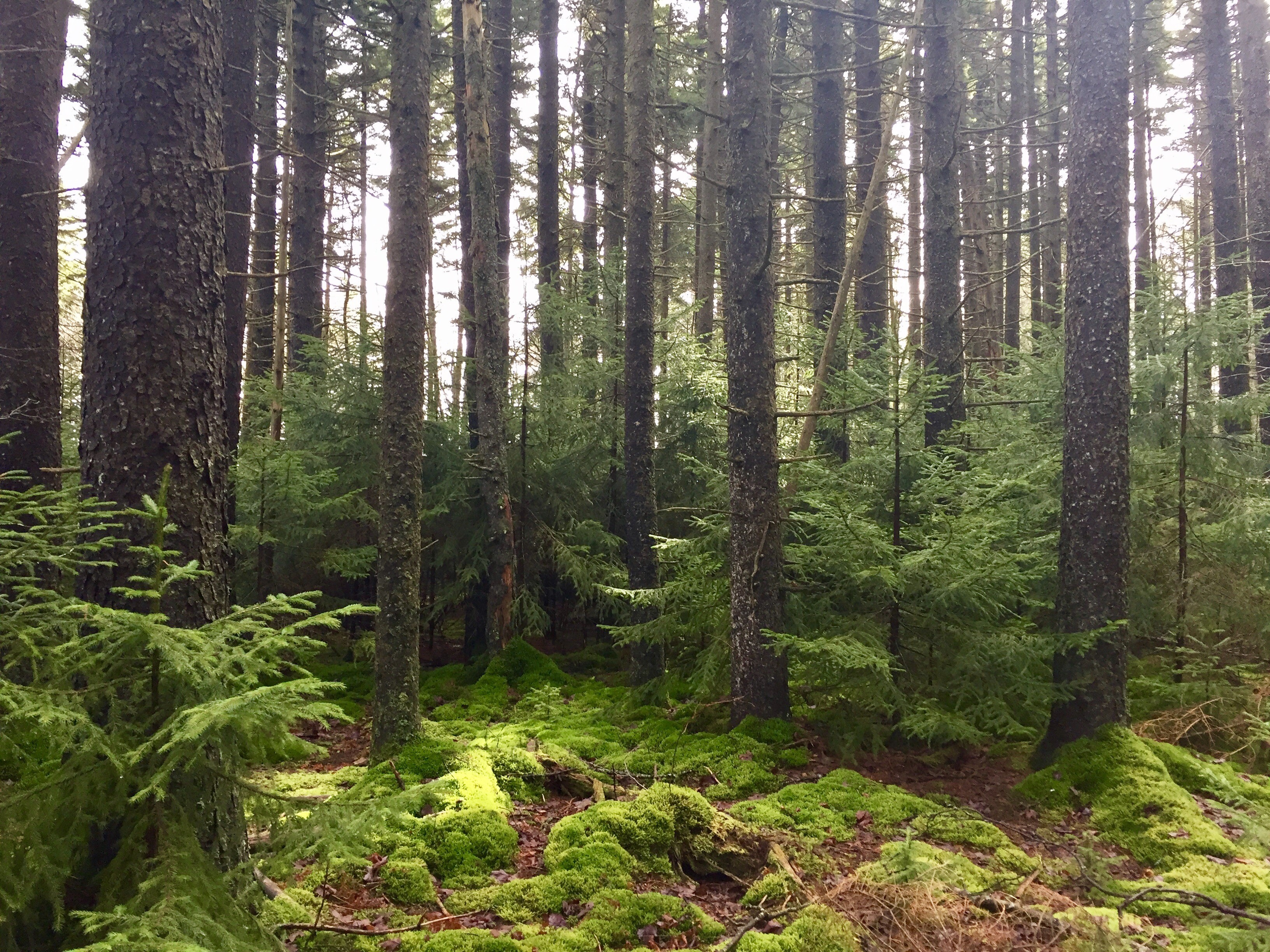
Ялицевий ліс у високогір'ях Аллеганських гір

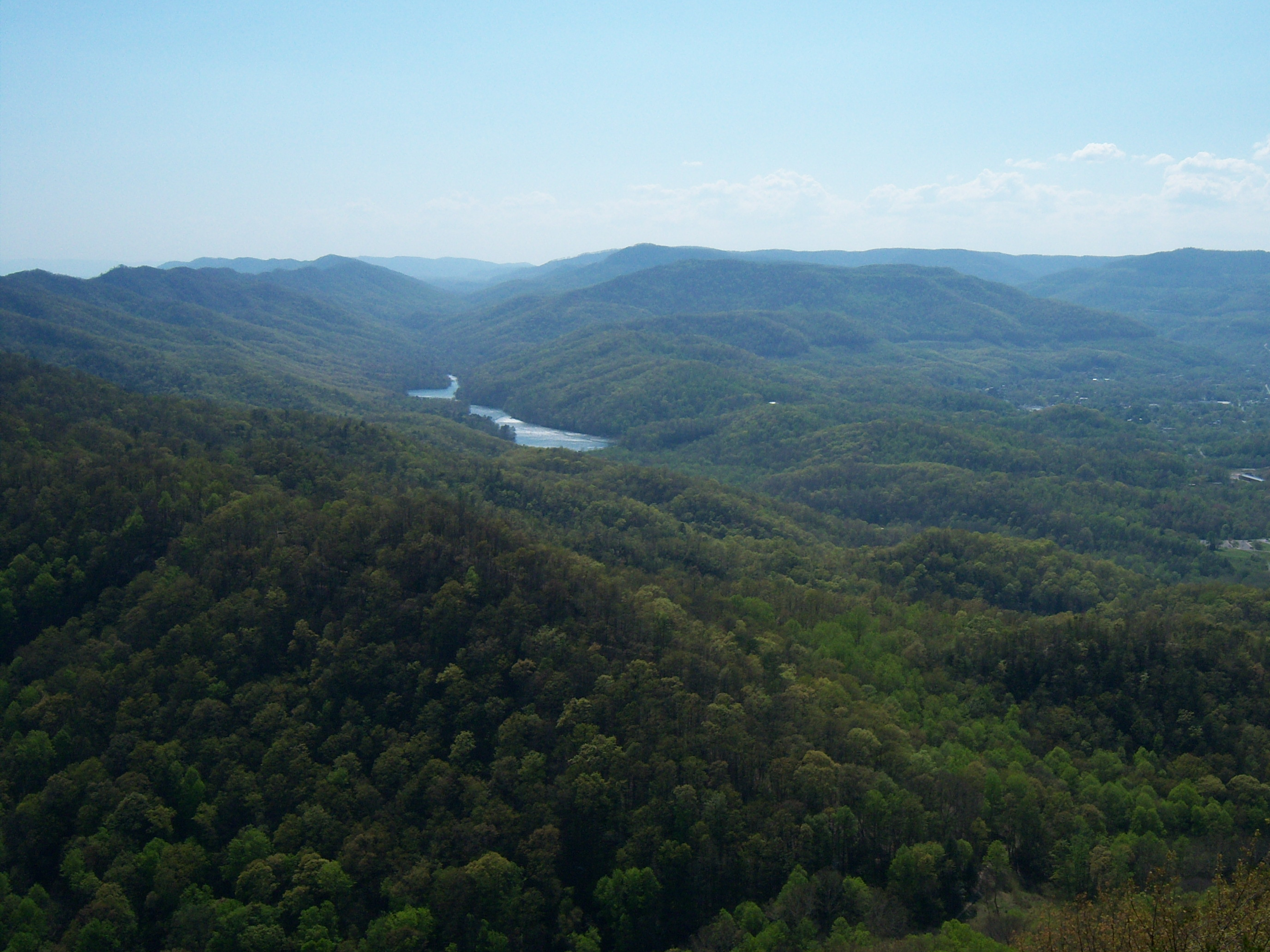
Камберлендський перевал в штаті Кентуккі

## Географія
Екорегіон мішаних мезофільних лісів Аппалачів простягається більш ніж на 1200 км від центральної Пенсільванії і крайнього заходу Меріленду на південний захід через більшу частину Західної Вірджинії, південний схід Огайо, крайній захід Вірджинії і схід Кентуккі до сходу центрального Теннессі, крайнього північного заходу Джорджії та північно-західної і центральної Алабами. Він охоплює пагорби та плато, що лежать на захід від Аппалачів. На півночі ці пагорби і плато складають південну частину Аллеганського плато, а на півдні — Камберлендське плато. На сході Аллеганське та Камберлендське плато переходять у Аллеганські та Камберлендські гори, стрімкі східні схили яких є частиною Аллеганського уступу. Середня висота плато регіону коливається від 120 до 460 м над рівнем моря, однак гірські вершини Аллеганського уступу досягають у висоту 1200 м. Найвищою вершиною регіону є гора Cпрус-Ноб у Західній Вірджинії заввишки 1482 м. З геологічної точки зору основу екорегіону складають палеозойські пісковики, вапняки та інші осадові породи, серед яких залягають багаті поклади вугілля. На півночі екорегіону домінує вологий континентальний клімат (Dfb або Dfa за класифікацією кліматів Кеппена), а на півдні регіону — вологий субтропічний клімат (Cfa за класифікацією Кеппена). 
На півночі екорегіон переходить у ліси Аллеганської височини, на заході — у ліси півдня Великих озер та у широколистяні ліси Центральних Сполучених Штатів, а на сході — у ліси Аппалачів та Блакитного хребта.

## Флора
Мішані мезофільні ліси Аппалачів вирізняються одним з найвищих рівнів біорізноманіття серед усіх помірних лісових екорегіонів світу. Тут на одній ділянці може рости до 30 видів дерев, серед яких є багато реліктів стародавніх лісів, які раніше вкривали значну частину Північної Америки та інших помірних регіонів Північної півкулі, а наразі збереглися лише в Аппалачах та східному і центральному Китаї. Мішані ліси екорегіону слугували рефугіумом для багатьох видів рослин під час посушливих льодовикових періодів у плейстоцені. У їх пишному підліску зустрічається безліч видів папоротей, грибів, трав'янистих рослин, чагарників і невеликих дерев. Крім того, в екорегіоні зустрічається багато нелісових угруповань — галявин, пустищ, прирічкових прерій, скельних відслонень, печер, заболочених луків, торф'яників та інших водно-болотних угідь, на яких зустрічається багато ендемічних рослин, а також равликів, саламандр, жуків та інших тварин. У сукупності ці нелісові угруповання значно посилюють загальне біорізноманіття регіону, водночас часто вони перебувають під найбільшою загрозою серед усіх угруповань.
Основними рослинними угрупованнями екорегіону є мезофільні широколистяні ліси, які ростуть на глибоких, багатих на поживні речовини ґрунтах у захищених місцевостях, зокрема на низьких схилах та у невеликих долинах, часто поблизу невеликих струмків. У цих лісах переважають цукрові клени (Acer saccharum), великолисті буки (Fagus grandifolia), американські тюльпанні дерева (Liriodendron tulipifera), американські липи (Tilia americana), червоні дуби (Quercus rubra), загостренолисті магнолії (Magnolia acuminata) та чорні горіхи (Juglans nigra), а також зустрічаються канадські тсуґи (Tsuga canadensis), американські ясени (Fraxinus americana), американські амброві дерева (Liquidambar styraciflua) та жовті гіркокаштани (Aesculus flava). Під деревами розвинений трав'яний ярус.
У лісах, що ростуть у вологих, захищених долинах переважають жовті гіркокаштани (Aesculus flava), американські ясени (Fraxinus americana), американські липи (Tilia americana), американські тюльпанні дерева (Liriodendron tulipifera), звичайні срібнодзвоники (Halesia tetraptera), канадські тсуґи (Tsuga canadensis), великолисті буки (Fagus grandifolia), загостренолисті магнолії (Magnolia acuminata) та гірські магнолії (Magnolia fraseri).
На низьких ділянках Камберлендського плато, на глибоких вапнякових ґрунтах, які погано утримують вологу, ростуть сухі та мезофільні ліси. Їх основу складають різні види дубів, зокрема білі дуби (Quercus alba), червоні дуби (Quercus rubra), зірчасті дуби (Quercus stellata), дуби Мюленберга (Quercus muehlenbergii), дуби Шумарда (Quercus shumardii), а також білі гікорі (Carya ovata). Подекуди у дубово-гікорієвих лісах зустрічаються цукрові клени (Acer saccharum), віргінські яловці (Juniperus virginiana) та сосни (Pinus  spp.).
На рівнинних або пологих ділянках Камберлендського плато, на низькій або середній висоті, ростуть сухі дубові або дубово-гікорієві ліси. Основу їх складають різні види дубів, зокрема червоні дуби (Quercus rubra), білі дуби (Quercus alba), чорні дуби (Quercus velutina) і шарлатові дуби (Quercus coccinea), та гікорі, зокрема пухнасті гікорі (Carya tomentosa), білі гікорі (Carya ovata), червоні гікорі (Carya ovalis) та голі гікорі (Carya glabra). Крім того, в цих лісах поширені червоні клени (Acer rubrum), вишневі берези (Betula lenta) та жовті берези (Betula alleghaniensis), іноді трапляються цукрові клени (Acer saccharum). На порушених ділянках ростуть сосни Веймута (Pinus strobus), віргінські сосни (Pinus virginiana) та американські тюльпанні дерева (Liriodendron tulipifera). На заболочених територіях ростуть червоні клени (Acer rubrum), двоколірні дуби (Quercus bicolor) та чорні тупело (Nyssa sylvatica).
У частинах Аллеганського та Камберлендського плато, де поширені кислі ґрунти, ростуть сухі дубові ліси та рідколісся. В них переважають білі дуби (Quercus alba), південні червоні дуби (Quercus falcata), каштанові дуби (Quercus montana) та шарлатові дуби (Quercus coccinea), а також поширені червоні клени (Acer rubrum), голі гікорі (Carya glabra) та пухнасті гікорі (Carya tomentosa). Подекуди в цих лісах зустрічаються короткохвойні сосни (Pinus echinata) та віргінські сосни (Pinus virginiana), особливо на стрімких схилах або на порушених ділянках, де нещодавно відбулися пожежі. Тут також зустрічаються молоді американські каштани (Castanea dentata). До початку XX століття американські каштани були дуже поширеними в цих лісах, однак внаслідок грибкової хвороби більша частина їх популяції загинула. Хоча каштани після цього почали рясно проростати з коренів, за більш ніж півстоліття небагато дерев вижили і досягли достатніх розмірів, щоб становити основу лісового намету у зрілих лісових насадженнях.
На гірських вершинах, верхніх і середніх схилах Аллеганських та Камберлендських гір, а також у гірських долинах зустрічаються низькогірські соснові ліси, основу яких складають короткохвойні сосни (Pinus echinata) та віргінські сосни (Pinus virginiana). Іноді в соснових лісах регіону зустрічаються смолисті сосни (Pinus rigida) та різноманітні широколистяні дерева, особливо посухостійкі види дубів, зокрема південні червоні дуби (Quercus falcata), каштанові дуби (Quercus montana) та шарлатові дуби (Quercus coccinea), а також голі гікорі (Carya glabra), червоні клени (Acer rubrum) тощо. У розвиненому чагарниковому ярусі соснових лісів ростуть чагарники блідої чорниці (Vaccinium pallidum) та чорної гекльберрі (Gaylussacia baccata). Трав'яний ярус в соснових лісах, як правило, рідкісний. У ньому можуть зустрічатися злаколисті золоті айстри (Pityopsis graminifolia) та козяча рута (Tephrosia virginiana).
На середніх висотах на західних гірських схилах, на тонких, бідних на поживні речовини ґрунтах ростуть гірські дубові ліси. Їх основу складають червоні дуби (Quercus rubra) та білі дуби (Quercus alba), а також молоді американські каштани (Castanea dentata). Ці дерева часто досягають низького зросту та утворюють криволісся. В підліску гірських дубових лісів поширені чагарники гірського падуба (Ilex montana), вогняної азалії (Rhododendron calendulaceum), катобського рододендрона (Rhododendron catawbiense) та великого рододендрона (Rhododendron maximum).
На великих висотах Аллеганських та Камберлендських гір поширені тсуґово-широколистяні ліси, основу яких складають жовті берези (Betula alleghaniensis), гірські клени (Acer spicatum), цукрові клени (Acer saccharum), великолисті буки (Fagus grandifolia) та канадські тсуґи (Tsuga canadensis). У підліску цих лісів поширені широколисті кальмії (Kalmia latifolia) та різні види рододендронів (Rhododendron spp.).
На найвищих гірських вершинах екорегіону, на висоті понад 1000 м над рівнем моря, поширені ялиново-ялицеві ліси. У цих прохолодних, вологих лісах, де часто випадають опади і трапляються тумани, домінують червоні ялини (Picea rubens) та ялиці Фрейзера (Abies fraseri). Тут також зустрічаються деякі північні види, такі як канадський тис (Taxus canadensis), американська модрина (Larix laricina), червона сосна (Pinus resinosa) та бальзамиста ялиця (Abies balsamea).
На болотах поширені види, типові для північних екорегіонів, зокрема різні види чорниці (Vaccinium), ряснолиста андромеда (Andromeda polifolia) та трилистий бобівник (Menyanthes trifoliata). Ці види є реліктами, що збереглися в екорегіоні з часів останнього льодовикового періода.

## Фауна
Фауна екорегіону вирізняється високим різноманіттям. Тут зустрічається 73 види ссавців та понад 200 видів птахів. Серед поширених в екорегіоні ссавців слід відзначити білохвостого оленя (Odocoileus virginianus), барибала (Ursus americanus), звичайну лисицю (Vulpes vulpes), сіру лисицю (Urocyon cinereoargenteus), руду рись (Lynx rufus), довгохвосту ласицю (Neogale frenata), смугастого скунса (Mephitis mephitis), флоридського кролика (Sylvilagus floridanus), червону вивірку (Tamiasciurus hudsonicus), сіру вивірку (Sciurus carolinensis), звичайного ракуна (Procyon lotor), лісового бабака (Marmota monax), східного бурундука (Tamias striatus), південну літягу (Glaucomys volans) та віргінського опосума (Didelphis virginiana). На берегах річок та озер поширені канадські бобри (Castor canadensis), канадські видри (Lontra canadensis), річкові візони (Neogale vison) та болотяні ондатри (Ondatra zibethicus). На вершинах гір мешкають реліктові популяції північних видів, таких як американські зайці (Lepus americanus), ільки (Pekania pennanti), канадські голкошерсти (Erethizon dorsatum) та північні літяги (Glaucomys sabrinus). Майже ендемічними представниками екорегіону є аппалацькі кролики (Sylvilagus obscurus) та аллеганські лісові хом'яки (Neotoma magister). Вовки (Canis lupus) та північноамериканські пуми (Puma concolor couguar) були винищені в регіоні.
Серед поширених в екорегіоні птахів слід відзначити віргінську перепелицю (Colinus virginianus), американського орябка (Bonasa umbellus), великого індика (Meleagris gallopavo), північну зенаїду (Zenaida macroura), каролінку (Aix sponsa), віргінського пугача (Bubo virginianus), північну сплюшку (Megascops asio), неоарктичну сову (Strix varia), рудоплечого канюка (Buteo lineatus), американського яструба (Accipiter atricapillus), північну жовну (Dryocopus pileatus), рубіновогорлого колібрі (Archilochus colubris), звичайного крука (Corvus corax), блакитну сизойку (Cyanocitta cristata), пісняра-борсучка (Helmitheros vermivorum), блакитного пісняра-лісовика (Setophaga cerulea), золотистого пісняра-лісовика (Setophaga petechia), королівського тирана (Tyrannus tyrannus), жовтогорлого віреона (Vireo flavifrons), гострочубу синицю (Baeolophus bicolor), світлокрилу гаїчку (Poecile atricapillus), східного блакитника (Sialia sialis), каролінського повзика (Sitta carolinensis), сизу комароловку (Polioptila caerulea), лісового дрозда (Hylocichla mustelina) та червоного кардинала (Cardinalis cardinalis).
Прісноводні екосистеми екорегіону, зокрема його річки, вирізняються одним з найвищих рівнів біорізноманіття серед усіх прісноводних екосистем світу. Басейни річок Теннессі, Камберленд, Мобіл та Огайо є важливими гарячими точками біорізноманіття та ендемізму для риб, молюсків, раків та інших тварин.

## Збереження
Близько 95 % лісів екорегіону піддалися вирубці або деградували за останні 200 років. Ліси постраждали внаслідок лісозаготівлі, розвитку сільського господарства, видобутку вугілля та інших корисних копалин, поширення інвазивних видів та розширення міст. Незважаючи на те, що частина лісів з часом відновилася, незайманих пралісів залишилося дуже мало, а більшість луків та водно-болотних угідь були втрачені або значно деградували. Внаслідок того, що великі хижаки були винищені в регіоні, популяція білохвостих оленів надзвичайно збільшилась, і шкодить відновленню лісів. Перегородження Теннессі та інших річок греблями призвело до того, що багато місцевих видів риб, амфібій і молюсків перебувають під загрозою зникнення. Вирубка лісів продовжує залишатися основною загрозою для збереження природи екорегіону.
Оцінка 2017 року показала, що 5528 км², або 3 % екорегіону, є заповідними територіями. Природоохоронні території включають: 
- Державний парк Блек-Мошаннон[en], Державний парк Лаурел-Гілл[en], Державний парк Лаурел-Рідж[en], Державний парк Морейн[en], Державний парк Огайопайл[en], Державний парк Прінс-Галліцин[en], Державний парк Ракун-Крік[en], Державний ліс Форбс[en] та Державний ліс Галліцин[en] в штаті Пенсільванія;

- Державний парк Бівер-Крік[en], Державний парк Барр-Оак[en], Державний парк Салт-Форк[en], Державний парк Страудс-Ран[en], Національний ліс Вейн[en], Державний ліс Блю-Рок[en], Державний ліс Браш-Крік[en], Державний ліс Гокінг[en], Державний ліс Могікан-Меморіал[en], Державний ліс Перрі[en], Державний ліс Пайк[en], Державний ліс Шейд-Рівер[en], Державний ліс Шауні[en], Державний ліс Тар-Холлоу[en] та Державний ліс Залескі[en] в штаті Огайо;

- Державний ліс Гарретт[en] та Державний ліс Потомак[en] в штаті Меріленд;

- Національний парк ущелини Нової річки[en], Національний природний заповідник Ханаанської долини[en], Державний парк Бебкок[en], Державний парк Біч-Форк[en], Державний парк Блеквотер-Фолс[en], Державний парк Ханаанської долини[en], Державний парк Кедр-Крік[en], Державний парк вождя Логана[en], Державний парк Холлі-Рівер[en], Державний ліс Куперс-Рок[en], Державний ліс Канова[en], Національна природоохоронна зона річки Голі[en] та Національний ліс Мононгахела[en] в штаті Західна Вірджинія;

- Національний ліс Джеферсона[en] в штаті Вірджинія;

- Національний заповідник Біг-Саут-Форк[en], Національний історичний парк Камберлендського перевалу[en], Національний ліс імені Даніеля Буна[en], Державний ліс Кентенія[en], Державний ліс Кентуккі-Рідж[en], Ліс Блентон[en] та Ліс Робінсон[en] в штаті Кентуккі;

- Національний заповідник Біг-Саут-Форк[en], Зона управління дикою природою Катуза[en], Державний парк водоспаду Фолл-Крік[en], Державний парк Фрозен-Хед[en] та Державний парк Південного Камберленду[en] в штаті Теннессі;

- Державний парк Клаудленд-Каньйон[en] в штаті Алабама;

- Національний ліс Талладега[en], Національний ліс імені Вільяма Бенкхеда[en], Державний парк Дубової гори[en] та Державний парк Монте-Сано[en] в штаті Алабама.